# Поликастрон
Поли́кастрон (греч. Πολύκαστρον ή Πολύκαστρο) — малый город в Греции. Находится на высоте 60 метров над уровнем моря, на левом берегу реки Аксьос (Вардар), в 349 километрах к северо-западу от Афин и в 51 километре к северо-западу от Салоник. Административный центр общины (дима) Пеонии в периферийной единице Килкисе в периферии Центральной Македонии. Население 7064 жителя по переписи 2011 года. Это второй по величине город в Килкисе.

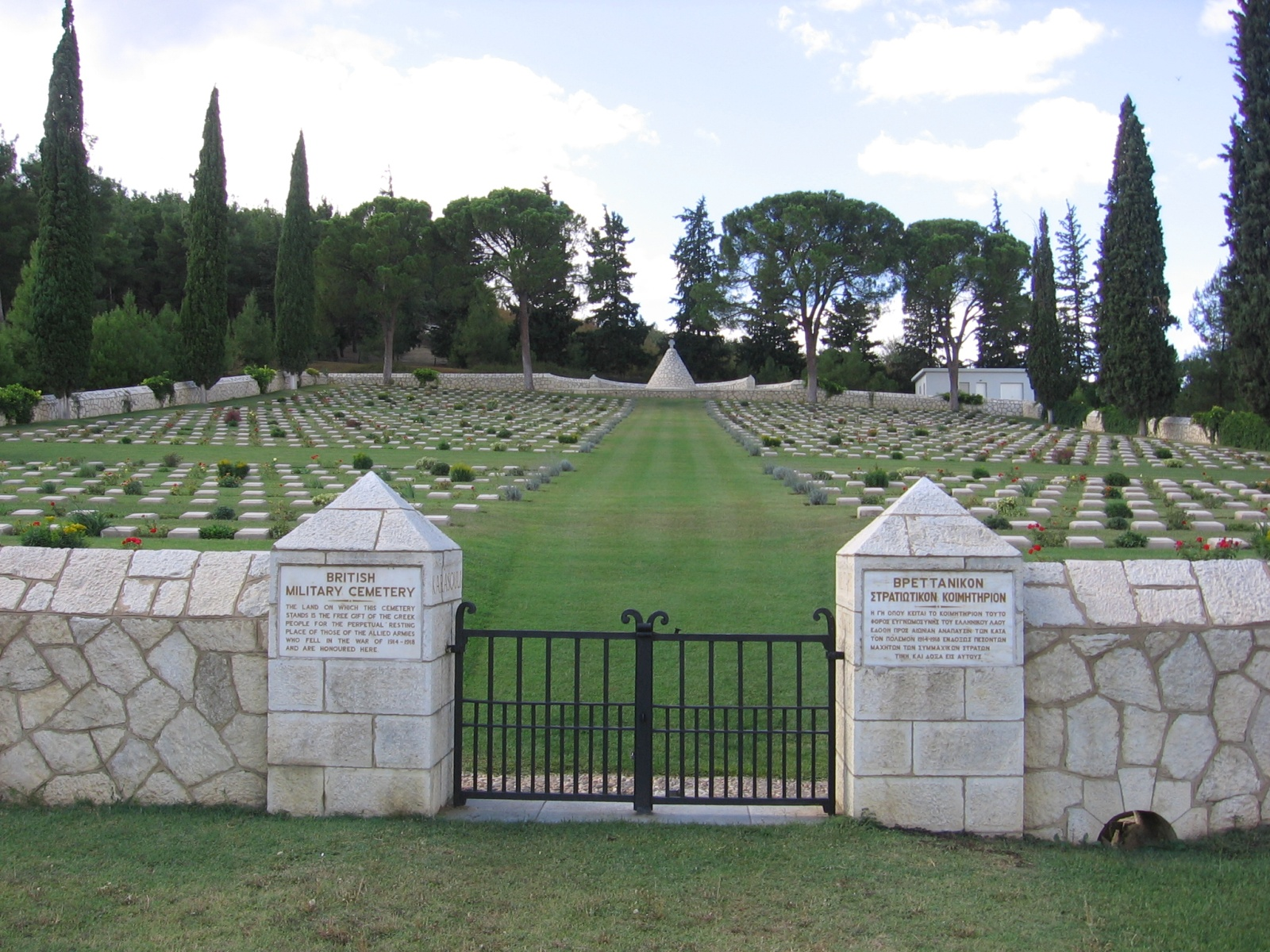
Британское военное кладбище в Дойрани

Восточнее Поликастрона проходит автострада 1, часть европейского маршрута E75. Через город проходит национальная дорога 1.
До 19 июля 1927 года назывался Карасули (Καρασούλι). В 1872 году открыта железнодорожная станция «Карасули» на линии Скопье — Салоники, части Румелийской железной дороги, построенной Морисом де Гиршем. В Поликастроне находится британское военное кладбище, на котором похоронены погибшие на Салоникском фронте в Первую мировую войну.
В стадии строительства находится железнодорожная станция «Поликастрон» на линии Поликастрон — Идомени.

## Сообщество Поликастрон
В общинное сообщество Поликастрон входят три населённых пункта. Население 7065 жителей по переписи 2011 года. Площадь 45,775 квадратного километра.
| Населённый пункт | Население (2011), человек |
| ---------------- | ------------------------- |
| Кулинеика        | 0                         |
| Латомион         | 1                         |
| Поликастрон      | 7064                      |

## Население
| Год  | Население, человек |
| ---- | ------------------ |
| 1991 | 5370               |
| 2001 | 6485               |
| 2011 | ↗ 7064             |